# شورای بین‌المللی علوم
شورای بین‌المللی علوم با نام‌های پیشین شورای پژوهش بین‌الملل یا اتحادیه‌های بین‌المللی شورای علمی یک سازمان مردم‌نهاد بین‌المللی برای همکاری بین‌المللی در راه پیشرفت علم بود. اعضای آن، انجمنهای علمی ملی و اتحادیه‌های علمی بین‌المللی هستند.
در ژوئیه ۲۰۱۸ (میلادی) اتحادیه‌های بین‌المللی شورای علمی با شورای بین‌المللی علوم اجتماعی تلفیق شد تا شورای علمی بین‌المللی را پدید آورد.

## تاریخچه
شورای بین‌المللی علوم یکی از قدیمی‌ترین سازمان‌های مردم‌نهاد بین‌المللی بود. این شورا نماینده فرگشت و گسترش دو سازمان پیشین انجمن بین‌المللی آکادمی‌ها (۱۸۹۹-۱۹۱۴) و شورای بین‌المللی پژوهش (۱۹۱۹-۱۹۳۱) بود. در ۱۹۹۸ (میلادی) اعضا موافقت کردند که با تغییر نام شورا از "اتحادیه بین‌المللی شورای علمی" به "شورای بین‌المللی علوم"، ترکیب کنونی شورا و کنش‌های آن بهتر نمایان می‌شوند. همزمان، تاریخ پُربار و هویت نیرومند آن با حفظ کوته‌نوشت ICSU حفظ می‌شود.
در سال ۲۰۱۸ شورای بین‌المللی علوم به شورای علمی بین‌المللی تغییر یافت.

## اعضا
در سال ۲۰۱۷ (میلادی) شورای بین‌المللی علوم از ۱۲۲ عضو علمی ملی چندرشته‌ای، انجمن و ناظر تشکیل شده بود که ۱۴۲ کشور و ۳۱ اتحادیه علمی بین‌المللی و انضباطی را نمایندگی می‌کرد. شورای بین‌المللی علوم ۲۲ انجمن علمی داشت.

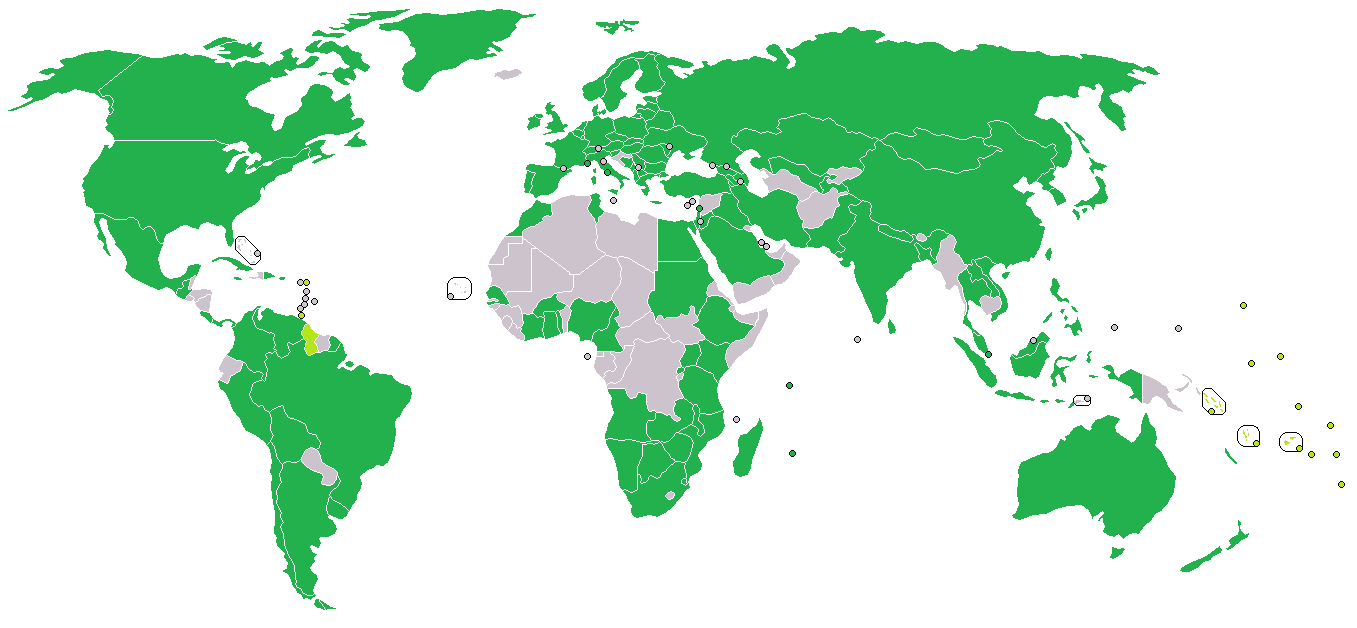
اعضای آکادمی علوم کارائیب
اعضای شرکت‌کننده آکادمی علوم کارائیب در دانشگاه پاسیفیک جنوبی

## ساختار
دبیرخانه شورای بین‌المللی علوم با ۲۲ کارمند (در سال ۲۰۱۲) در پاریس از برنامه‌ریزی روزانه و انجام کار با راهنمایی یک هیئت اجرایی مجرب، اطمینان حاصل می‌کند. سه کمیته سیاست‌گذاری، کمیته برنامه‌ریزی و بازبینی علمی، کمیته آزادی و مسئولیت‌پذیری در دستیابی به دانش، و کمیته اقتصاد، به کار هیئت اجرایی کمک می‌کنند و یک مجمع عمومی از همه اعضا هر سه سال یک‌بار برگزار می‌شود.
شورای بین‌المللی علوم سه دفتر منطقه‌ای در آسیا، آفریقا، و اقیانوسیه، و همچنین آمریکای لاتین، و کارائیب دارد.

## ماموریت و اصول
ماموریت شورای بین‌المللی علوم، توان‌بخشی به علوم بین‌الملل در راه سودرسانی به جامعه بود. برای این کار، شورای بین‌المللی علوم، دانش و منابع جامعه علمی بین‌المللی را تجهیز کرد تا:
- مشکلات اصلی مسائل مهم علمی و اجتماعی را شناسایی و برطرف کند.[۵]
- برای دانشمندان همه زمینه‌ها و کشورها انگیزه کاری ایجاد کند.[۵]
- همه دانشمندان را بدون نگاه به نژاد، شهروندی، زبان، گرایش سیاسی، یا جنسیت، تشویق به همکاری در کنش‌های علمی بین‌المللی کند.[۵]
- مشاوره مستقل و معتبر دهد تا گفتگویی سازنده را بین جامعه علمی و دولت‌ها، جامعه، و بخش خصوصی برانگیزد.[۵]

کنش‌ها به سه بخش تقسیم می‌شوند: همکاری پژوهشی بین‌المللی، علم برای سیاست‌گذاری، و جهانی‌سازی علم.

## جهانی‌سازی علم
اصل جهانی‌سازی علم شورای بین‌المللی علوم می‌گوید: "کنش علمی آزاد و مسئولانه، پایه پیشرفت علمی و رفاه محیطی است. چنین کاری در همه زمینه‌ها نیاز به آزادی در جنبش، همکاری، بیان، و ارتباط بین دانشمندان و همچنین برابری در دسترسی به داده، اطلاعات، و دیگر منابع پژوهشی دارد. این کار، نیازمند به مسئولیت‌پذیری در همه سطح‌ها برای پیشبرد و ارتباط کارهای علمی است که با یکپارچگی، احترام، عدالت، امانتداری، شفافیت، و شناخت مزایا و معایب احتمالی آن انجام می‌شود."
در پشتیبانی از کنش علمی آزاد و مسئولانه، شورای بین‌المللی علوم برای دسترسی به علم و مزایای آن، فرصت برابر فراهم می‌کند و در برابر تبعیض‌هایی که بر پایه قومیت، مذهب، شهروندی، زبان، دیدگاه سیاسی یا دیگر دیدگاه‌ها، جنسیت، گرایش جنسی، سن، و معلولیت هستند می‌ایستند. شرط پیوستن به شورای بین‌المللی علوم، پایبندی به این ارزش‌ها است. کمیته آزادی و مسئولیت‌پذیری در دستیابی به دانش، به مانند حافظ اصول شورای بین‌المللی علوم است و کنش‌های گوناگونی را در دفاع از آزادی‌های علمی و پیشبرد یکپارچگی و مسئولیت‌پذیری انجام می‌دهد.

## امور مالی
منبع اصلی مالی شورای بین‌المللی علوم، کمک‌هایی است که از اعضای خود دریافت می‌کند. دیگر منابع درآمد، قراردادهای چارتری با سازمان آموزشی، علمی و فرهنگی ملل متحد (یونسکو)، کمک‌ها و قراردادهای سازمان‌های وابسته به سازمان ملل متحد، بنیادها و آژانس‌ها می‌شود که درآمد آن برای پشتیبانی از کنش‌های علمی اتحادیه‌های شورای بین‌المللی علوم و انجمنهای بین رشته‌ای آن استفاده می‌شود.